# Pedro Acosta Sánchez
Pedro Acosta Sánchez   (Massarró, 25 de maig de 2004) és un pilot de motociclisme espanyol que va ser dues vegades Campió del món (de Moto3 el 2021 i de Moto2 el 2023). En guanyar el seu primer títol, a 17 anys i 166 dies, esdevingué el segon campió més jove a haver guanyat mai un títol mundial de velocitat, darrere de Loris Capirossi, i l'espanyol més jove a aconseguir-ho. A banda, el 2020 havia guanyat la Red Bull MotoGP Rookies Cup.
Des del 2024, Acosta competeix a la categoria màxima, MotoGP, amb l'equip Tech 3 GasGas Factory Racing.

## Trajectòria

### Primers anys
El seu debut internacional va ser la temporada 2018 al Campionat del món Júnior FIM CEV Moto3 amb l'equip Swiss Innovative Investors Junior. Va disputar-ne només tres curses, aconseguint el seu millor resultat a la Ciutat del Motor d'Aragó on va acabar en la tretzena posició.
El 2019, Acosta va disputar la Red Bull MotoGP Rookies Cup i tres rondes del FIM CEV Moto3 amb l'equip Fundación Andreas Pérez 77. De la Rookies Cup no en va disputar la primera cursa al Circuit de Jerez a causa d'una commoció cerebral patida a la ronda de classificació. Al seu retorn al campionat va aconseguir dos segons llocs al Circuit de Mugello i a la primera cursa celebrada a Assen. La seva primera victòria al campionat la va aconseguir a Sachsenring i en van seguir dues més: a la primera cursa celebrada al Red Bull Ring i a l'única celebrada al Circuit de Misano. Aquests bons resultats li van permetre acabar la seva primera temporada al campionat com a subcampió.
Del FIM CEV Moto3 només en va disputar les últimes tres curses del campionat, on aconseguí entrar tres vegades entre els deu primers: a Jerez va acabar quart i cinquè i a la segona cursa del Circuit Ricardo Tormo va acabar sisè.
El 2020 va disputar la temporada completa del FIM CEV Moto3 amb el Team MT-Foundation77, a més de disputar una altra temporada més de la Red Bull MotoGP Rookies Cup. Al FIM CEV Moto3 va començar la temporada aconseguint el seu primer podi al Circuit d'Estoril i a la prova següent va guanyar la seva primera cursa, a Portimão. A la primera prova de cursa triple del campionat, a Jerez, va aconseguir dos tercers llocs; a Aragó va aconseguir un segon lloc i a l'última ronda, a Xest, va aconseguir la pole position. A les tres curses va acabar segon i va guanyar les dues següents.
A la MotoGP Rookies Cup va tenir un començament aclaparador en guanyar les dues curses celebrades al Red Bull Ring i la primera cursa d'Aragó, encadenant sis victòries consecutives i convertint-se així en el primer pilot a aconseguir-ho. Aquests resultats li van servir per a proclamar-se'n campió en la seva segona temporada al campionat.

### Moto3 (2021)
El 2021 va debutar a Moto3 amb l'equip Red Bull KTM Ajo. Al seu segon Gran Premi, al Circuit Internacional de Losail, va aconseguir guanyar la cursa sortint des de la pit lane. També va aconseguir la victòria a les curses de Portugal i Jerez, convertint-se en el primer debutant en 73 anys capaç de pujar al podi en les seves quatre primeres curses al Mundial. El 7 de novembre es va proclamar campió del món en el seu primer any al mundial, esdevenint el segon campió més jove de la història des que Loris Capirossi guanyés el campionat de 125cc el 1990. L'italià va guanyar el seu títol a tan sols un dia menys d'edat que Acosta. El 14 de novembre, Acosta va acabar la temporada a Xest, on va caure i es va haver de retirar.

### Moto2 (2022-2023)
El 29 de maig de 2022 va guanyar la seva primera cursa de Moto2, convertint-se, a 18 anys i 4 dies, en el pilot més jove vencedor d'una cursa a la categoria intermèdia i superant l'anterior rècord de Marc Márquez, que l'ostentava des del 2011 amb 18 anys i 87 dies. El 2023 va dominar clarament tota la temporada de Moto2 fins que en va guanyar el títol el 12 de novembre, al Circuit de Sepang, a dues curses del final del campionat.

## Resultats al Mundial de motociclisme

### Per temporada
| Temporada | Categoria | Moto  | Equip                 | Curses | Victòries | Podis | Poles | FLaps | Pts   | Posició | Títols |
| --------- | --------- | ----- | --------------------- | ------ | --------- | ----- | ----- | ----- | ----- | ------- | ------ |
| 2021      | Moto3     | KTM   | Red Bull KTM Ajo      | 18     | 6         | 8     | 1     | 1     | 259   | 1r      | 1      |
| 2022      | Moto2     | Kalex | Red Bull KTM Ajo      | 18     | 3         | 5     | 1     | 1     | 177   | 5è      | –      |
| 2023      | Moto2     | Kalex | Red Bull KTM Ajo      | 20     | 7         | 14    | 3     | 8     | 332.5 | 1r      | 1      |
| 2024      | MotoGP    | KTM   | Red Bull GasGas Tech3 | 19     | 0         | 5     | 1     | 2     | 215   | 6è      | –      |
| Total     | Total     | Total | Total                 | 75     | 16        | 32    | 6     | 12    | 983.5 |         | 2      |

### Per categoria
| Categoria | Temporada       | 1a Cursa        | 1r Podi         | 1a Victòria     | Curses | Victòries | Podis | Poles | FLaps | Pts   | Títols |
| --------- | --------------- | --------------- | --------------- | --------------- | ------ | --------- | ----- | ----- | ----- | ----- | ------ |
| Moto3     | 2021            | 2021 Qatar      | 2021 Qatar      | 2021 Doha       | 18     | 6         | 8     | 1     | 1     | 259   | 1      |
| Moto2     | 2022–2023       | 2022 Qatar      | 2022 Itàlia     | 2022 Itàlia     | 38     | 10        | 19    | 4     | 9     | 509.5 | 1      |
| MotoGP    | 2024–actualitat | 2024 Qatar      | 2024 Portugal   |                 | 19     | 0         | 5     | 1     | 2     | 215   | –      |
| Total     | 2021–actualitat | 2021–actualitat | 2021–actualitat | 2021–actualitat | 75     | 16        | 32    | 6     | 12    | 983.5 | 2      |

### Curses per any
Barem de puntuació de 1993 ençà:
| Posició | 1  | 2  | 3  | 4  | 5  | 6  | 7 | 8 | 9 | 10                | 11                | 12                | 13                | 14                | 15                |                   |
| Cursa   | 25 | 20 | 16 | 13 | 11 | 10 | 9 | 8 | 7 | 6                 | 5                 | 4                 | 3                 | 2                 | 1                 |                   |
| Sprint  | 12 | 9  | 7  | 6  | 5  | 4  | 3 | 2 | 1 | [ Nota Sprint 1 ] | [ Nota Sprint 1 ] | [ Nota Sprint 1 ] | [ Nota Sprint 1 ] | [ Nota Sprint 1 ] | [ Nota Sprint 1 ] | [ Nota Sprint 1 ] |

1. ↑  La cursa Sprint per a la categoria MotoGP va ser introduïda la temporada del 2023

(Ids. Grans Premis | Llegenda) (Curses en negreta indiquen pole; curses en  itàlica indiquen volta ràpida; les posicions en superíndex són les de la cursa Sprint)
| Any  | Categoria | Moto  | 1      | 2      | 3      | 4       | 5        | 6       | 7       | 8       | 9     | 10     | 11     | 12      | 13      | 14       | 15     | 16      | 17      | 18      | 19      | 20     | Pos | Pts   |
| ---- | --------- | ----- | ------ | ------ | ------ | ------- | -------- | ------- | ------- | ------- | ----- | ------ | ------ | ------- | ------- | -------- | ------ | ------- | ------- | ------- | ------- | ------ | --- | ----- |
| 2021 | Moto3     | KTM   | QAT 2  | DOH 1  | POR 1  | ESP 1   | FRA 8    | ITA 8   | CAT 7   | GER 1   | NED 4 | STY 1  | AUT 4  | GBR 11  | ARA Ret | SM 7     | AME 8  | EMI 3   | ALR 1   | VAL Ret |         |        | 1r  | 259   |
| 2022 | Moto2     | Kalex | QAT 12 | INA 9  | ARG 7  | AME Ret | POR Ret  | ESP 20  | FRA Ret | ITA 1   | CAT 6 | GER 2  | NED    | GBR DNS | AUT 4   | SM 6     | ARA 1  | JPN 7   | THA 16  | AUS 2   | MAL Ret | VAL 1  | 5è  | 177   |
| 2023 | Moto2     | Kalex | POR 1  | ARG 12 | AME 1  | ESP 2   | FRA Ret  | ITA 1   | GER 1   | NED 3   | GBR 3 | AUT 2  | CAT 6  | SM 1    | IND 1   | JPN 3    | INA 1  | AUS · 9 | THA 2   | MAL 2   | QAT 8   | VAL 12 | 1r  | 332.5 |
| 2024 | MotoGP    | KTM   | QAT 98 | POR 37 | AME 24 | ESP 102 | FRA Ret6 | CAT 133 | ITA 53  | NED Ret | GER 7 | GBR 95 | AUT 13 | ARA 3   | SM 176  | EMI Ret5 | INA 26 | JPN Ret | AUS DNS | THA 3   | MAL 59  | SLD 10 | 6è  | 215   |

 S'hi atorgà la meitat dels punts en completar-se menys de la meitat de la distància de la cursa (però almenys tres voltes completes)